# Tratados Ansei

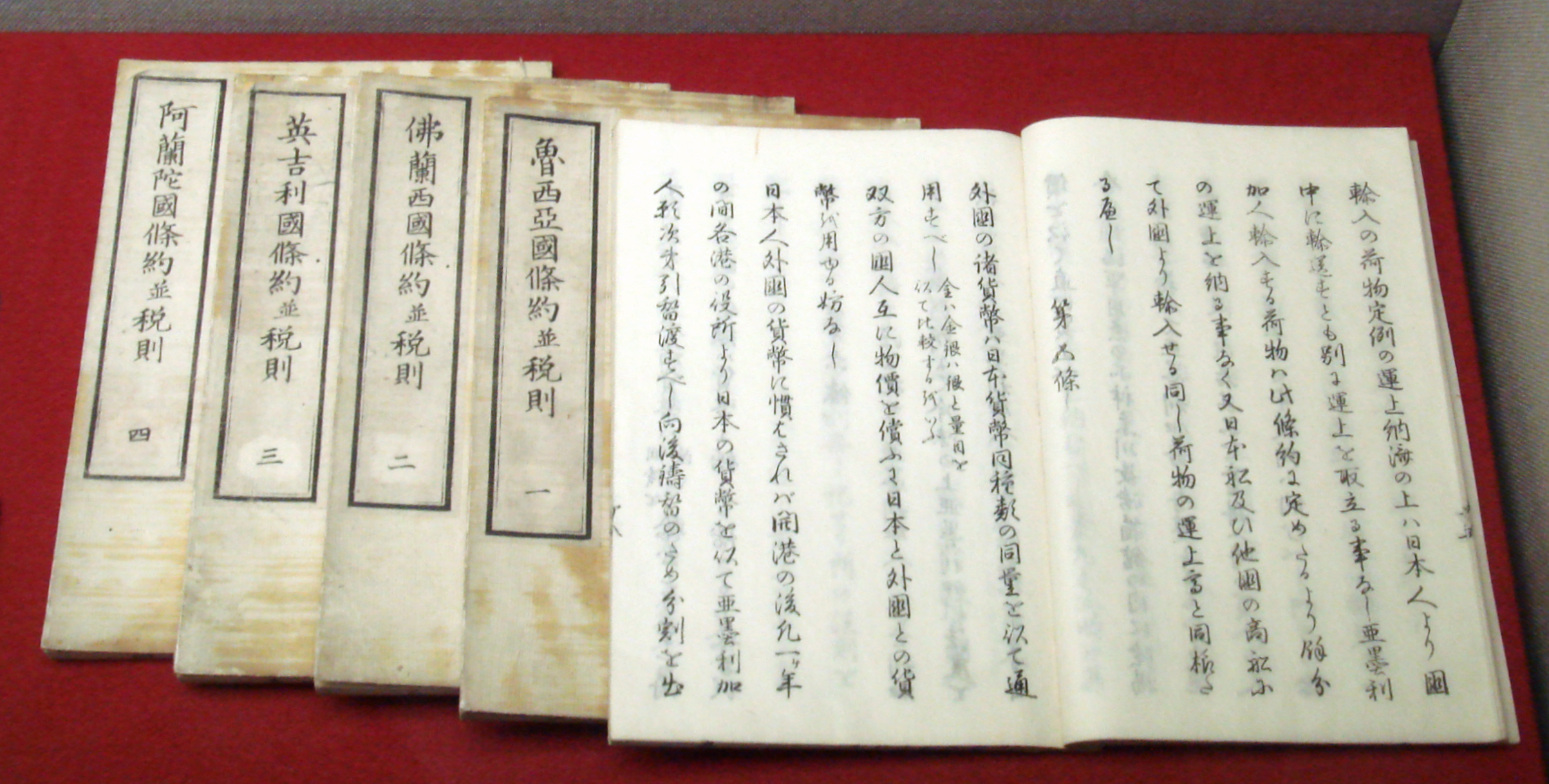
Tratados de Amizade e Comércio entre o Japão e Holanda, Inglaterra, França, Rússia e Estados Unidos, 1858.

Os Tratados Ansei (安政条約) também chamados de tratados Ansei das cinco potências (安政五カ国条約) refere-se a um conjunto de tratados assinados em 1858, durante a era Ansei da história do Japão. Os tratados foram efectuados entre o Japão e os Estados Unidos, Grã-Bretanha, Rússia, Holanda e França. O primeiro acordo, chamado de tratado Harris, foi assinado pelos Estados Unidos em julho de 1858, instigando ao seguimento de uma série de outros tratados que envolveram a França, Rússia, Grã-Bretanha e Holanda, que seguiram o exemplos dos EUA, num período de três meses. O Japão foi forçado a aplicar a outras nações, condições garantidas aos Estados Unidos sob a "nação mais favorecida" prevista.

## Componentes
- Tratado de Amizade e Comércio entre os Estados Unidos e Japão a 29 de junho de 1858.
- Tratado de Amizade e Comércio entre Holanda e Japão a 18 de agosto de 1858.
- Tratado de Amizade e Comércio entre Rússia e Japão a 19 de agosto de 1858.
- Tratado de Amizade e Comércio anglo-japonês a 26 de agosto de 1858.
- Tratado de Amizade e Comércio entre França e Japão 9 de outubro de 1858.